# نورمان وود
نورمان وود (بالإنجليزية: Norman Wood)‏ هو سياسي أمريكي، ولد في 24 يناير 1891، وتوفي في 11 مارس 1988. حزبياً، نشط في الحزب الجمهوري. وقد انتخب عضو مجلس نواب بنسيلفانيا.